# مطار جينداراتا
مطار جينداراتا (إيكاو: WMAJ) مطار خاص يقع في مدينة جينداراتا في منطقة باغان داتوك، بيراك، ماليزيا وبالقرب من هوتان ميلينتانغ، بيراك، ماليزيا.
المطار مملوك ومُدار من قبل شركة المزارع، United Plantations، التي بدأت مشروعها في المزارع مع افتتاح العقار في عام 1906. لا توجد رحلات مجدولة إلى هذا المطار، يتم استخدامه من قبل الطائرات الخاصة وجميع العمليات تتطلب إذنًا مسبقًا من الشركة.